# Presidente Médici (kommun i Brasilien, Rondônia, lat -11,19, long -61,94)
Presidente Médici är en kommun i Brasilien.   Den ligger i delstaten Rondônia, i den centrala delen av landet, 1 600 km väster om huvudstaden Brasília. Antalet invånare är 22 319. Arean är 1 758 kvadratkilometer.
Terrängen i Presidente Médici är huvudsakligen platt, men österut är den kuperad.
Följande samhällen finns i Presidente Médici:
- Presidente Médici

Omgivningarna runt Presidente Médici är huvudsakligen savann. Runt Presidente Médici är det glesbefolkat, med 14 invånare per kvadratkilometer.